# Elaphoidella grandidieri
Elaphoidella grandidieri is een eenoogkreeftjessoort uit de familie van de Canthocamptidae. De wetenschappelijke naam van de soort is voor het eerst geldig gepubliceerd in 1893 door  Jules de Guerne en Jules Richard.